# 扎扎·帕楚里亚
扎扎·帕楚里亞（1984年2月10日—），原名紮尤爾·帕楚里亞（Zaur Pachulia），出生于前苏联加盟共和国格鲁吉亚首府第比利斯，格鲁吉亚职业篮球运动员，司职中锋。於2019年退休後，在金州勇士隊擔任顧問。

## 早年运动生涯
早年扎扎就成为了非常成功的球员，在13岁时就已经长到了6英尺8英寸（2米04）的身高。随后十多岁的扎扎被土耳其联赛球队Ülkerspor发掘并招其至麾下。在他很年轻的年纪就成为了格鲁吉亚国家男子篮球队的成员，作为中锋带领球队击败了像羅馬尼亞和白俄罗斯这样的东欧球队。

## NBA生涯
在Ülkerspor取得成功后，帕楚里亞在2003年NBA选秀中第二轮被奥兰多魔术队摘得，在2004-05赛季被交换去了密尔沃基雄鹿。赛季结束后雄鹿队并不打算给他提供一份新合同，以至于在之后夏洛特山猫的扩展选秀中被山猫选中。在雄鹿期间， 帕楚里亞替补出场取得了场均6.2分和5.1个篮板。随后亚特兰大老鹰对他表示出了兴趣。
帕楚里亞在2005年新赛季前和老鹰队签约成为了球队的首发中锋，在2005-06赛季中帕楚里亞的表现出现了一次小跳跃，取得了场均11.7分和7.9个篮板，2006-07赛季开始之出作为首发中锋。2015年，加入達拉斯小牛隊，並在該年打出生涯年。
2016年，以老將底薪加盟金州勇士，代替因傷離隊的澳洲中鋒安德鲁·博古特，但因身高以及厚度皆不如，因此被稱為弱化版的安德鲁·博古特。雖擔任先發，但因為勇士陣容原因，該季上場時間甚短，約在10-15分鐘，且多數擔任掩護工作。2016-17與2017-18赛季，帕楚里亚随勇士队完成两连冠。
2019年8月29日，帕楚里亚宣布退休。